# ラブミーテンダー 〜今宵、Barアルバで〜
『ラブミーテンダー 〜今宵、Barアルバで〜』（ラブミーテンダー こよい、バーアルバで）は、2008年10月24日にVivid Colorより発売されたボーイズラブ系アダルトゲーム（ボーイズラブゲーム）。
ストーリーが短く、平均年齡が43歲の大人の恋の三角関係を描いたボーイズラブ作品。Vivid Colorの初の低価格恋愛アドベンチャーゲームでもある。

## 登場人物
橘幸彦（たちばな ゆきひこ）
声 - 中原茂
浩一郎と一緒に暮らしている。『Barアルバ』が経営する。元恋人は亮介。
近江浩一郎（おうみ こういちろう）
声 - 紫華薫
眼鏡を着た男性で、幸彦と恋人関係で一緒に暮らしている。理性的で慎重な性格を持つ。
伊藤亮介（いとう りょうすけ）
声 - 松涛エルサ
幸彦の元恋人である。

## スタッフ
- 企画：Vivid Color
- 原画：流川
- シナリオ：百合とをる
- グラフィックチーフ：あさば
- グラフィック：山本、御影ひろ
- グラフィックデザイン：Planet Link
- 背景作画：菊蔵（Zodiac）
- 背景彩色：KTO（Zodiac）
- プログラム：森田義一
- スクリプト：加納しぐまん
- OPムービー：株式会社KIZAWA studio
- 音楽：中山マミ（Angel Note）
- 音響監督：きくたひろみ
- 音響制作担当：白崎恵理
- 音響制作：楽音舎
- 音声編集：野川靖友
- 録音スタジオ：ACスタジオ、スタジオごんぐ
- スペシャルサンクス：コージ
- アシスタントプロデューサー：こたきち
- プロデューサー：mym
- 制作：Vivid Color

## 主題歌
オープニング主題歌「AKA-TSUKI」
作詞・作曲：Ryo、歌：AciD FLavoR